# Ulmus castaneifolia
Ulmus castaneifolia là một loài thực vật có hoa trong họ Ulmaceae. Loài này được Hemsl. miêu tả khoa học đầu tiên năm 1894.

## Hình ảnh

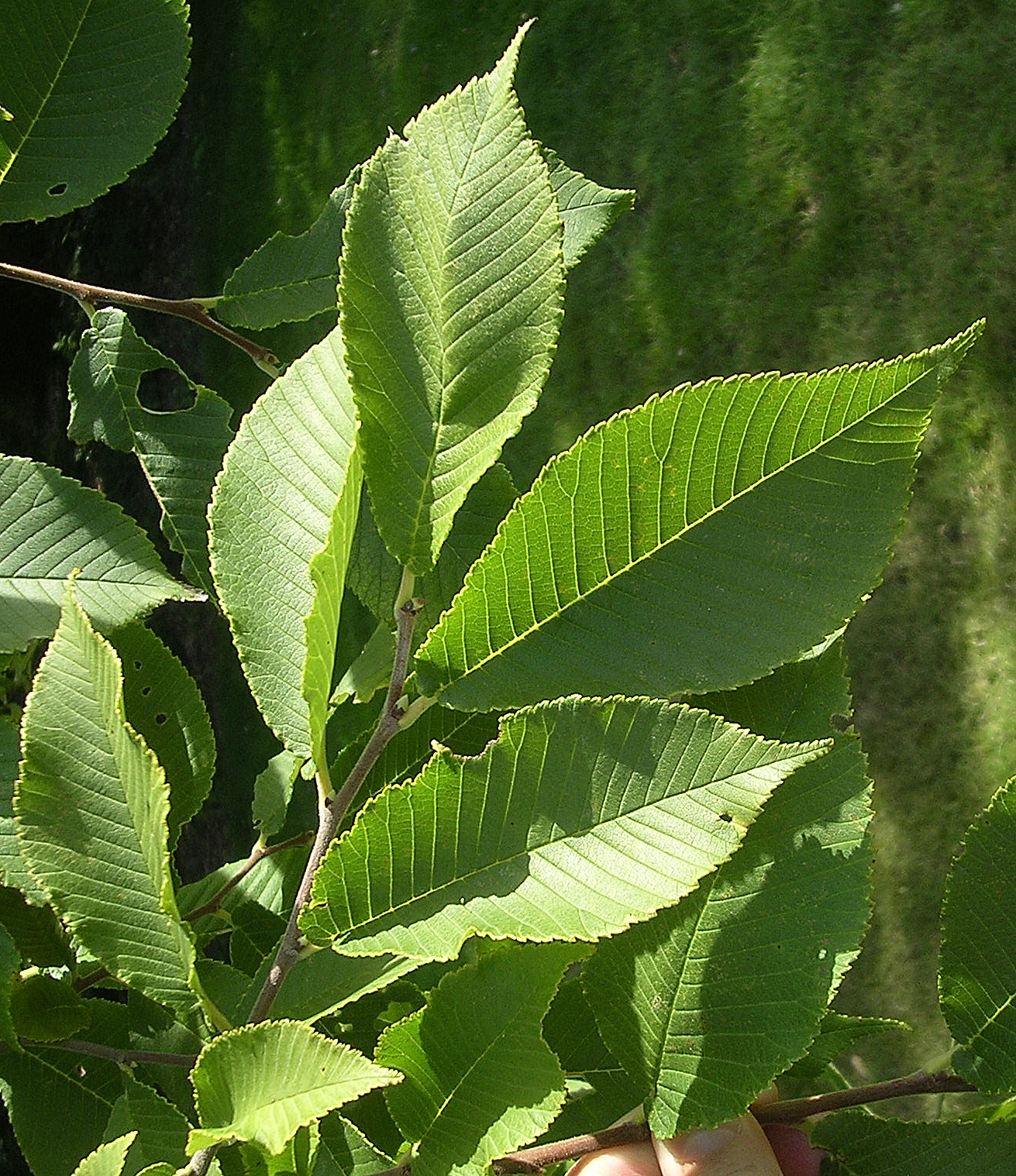